# Isaac Fletcher (Politiker, 1784)

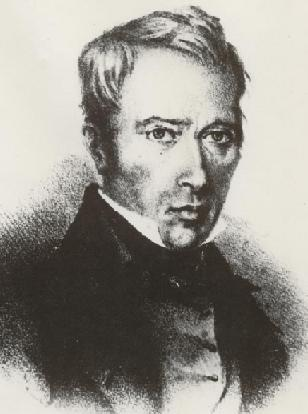
Isaac Fletcher

Isaac Fletcher (* 22. November 1784 in Dunstable, Middlesex County, Massachusetts; † 19. Oktober 1842 in Lyndon, Vermont) war ein US-amerikanischer Politiker. Zwischen 1837 und 1841 vertrat er den fünften Wahlbezirk des Bundesstaates Vermont im US-Repräsentantenhaus.

## Werdegang
Isaac Fletcher erfuhr eine akademische Erziehung. Bis 1808 studierte er am Dartmouth College in Hanover (New Hampshire). Danach war er in Chesterfield selbst als Lehrer tätig. Nach einem Jurastudium und seiner im Jahr 1811 erfolgten Zulassung als Rechtsanwalt begann er ab 1812 in Lyndon in seinem neuen Beruf zu arbeiten. Später sollte er noch bis 1825 an der University of Vermont studieren. Fletcher wurde in Vermont auch politisch tätig. Zwischen 1819 und 1824 war er Abgeordneter im Repräsentantenhaus von Vermont, dabei war er zeitweise Präsident des Hauses. Von 1820 bis 1829 fungierte er als Bezirksstaatsanwalt im Caledonia County. Im Jahr 1822 war Fletcher Mitglied einer Kommission zur Überarbeitung der Verfassung von Vermont.
Fletcher wurde Mitglied der Demokratischen Partei. 1836 wurde er als deren Kandidat im fünften Distrikt von Vermont in das US-Repräsentantenhaus in Washington gewählt. Dort trat er am 4. März 1837 die Nachfolge von Henry Fisk Janes an, den er bei der Wahl besiegt hatte. Nach einer Wiederwahl im Jahr 1838 konnte er bis zum 3. März 1841 zwei Legislaturperioden im Kongress absolvieren. In dieser Zeit war er Vorsitzender des Patentausschusses. Bei den Wahlen des Jahres 1840 unterlag er John Mattocks von der Whig Party.
Nach seiner Zeit im Kongress wurde Fletcher Mitglied im Beraterstab von Gouverneur Cornelius P. Van Ness. Er verstarb aber schon im Oktober 1842 in seinem Heimatort Lyndon, wo er auch beigesetzt wurde.